# Мурабит

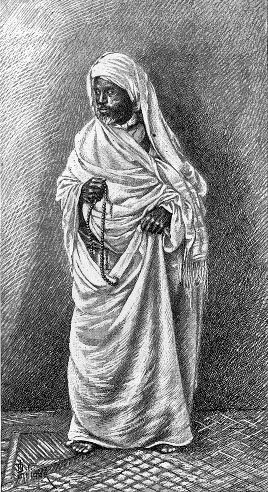
Марабут; гравюра, 1890

Мурабит (араб. مُرابِط‎ [murābiṭ] или مَربوط‎ [marbūṭ]) или марабут, марабу (фр. marabout) — в Западной Африке (а ранее и в странах Магриба) мусульманский святой, живущий в рибате или посвящающий себя тому делу, которое составляет назначение рибата. Гробницу с куполом, где хоронили таких святых, также называли марабутами.

## Положения

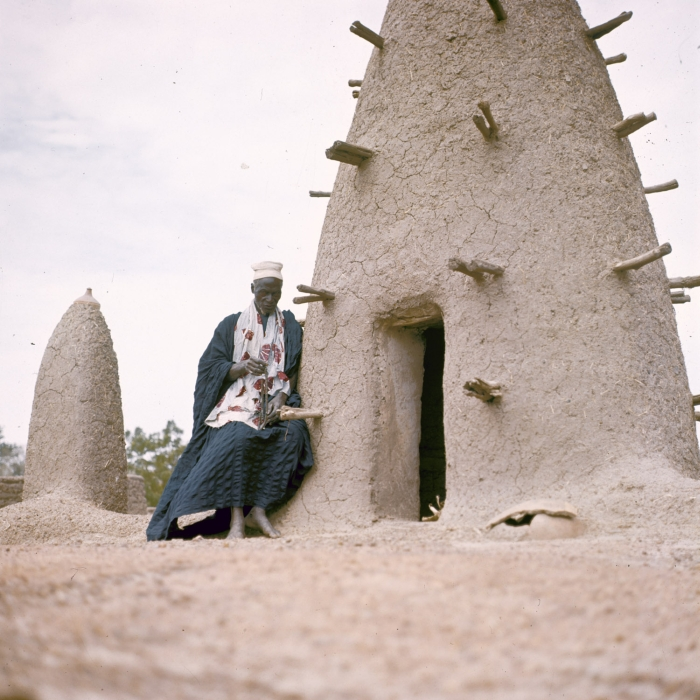
гробница мурабут

Мурабит может быть и благочестивым отшельником и святым (в этом значении произносится как марабут), или поборником истинного ислама в пограничной войне против неверных, наконец — человеком, посвятившим себя одновременно и благочестивому подвижничеству, и покорению еретиков и других врагов Аллаха.

## Мавритания
В Мавритании марабутами именовали представителей касты, преимущественно берберского происхождения, выполнявшей главным образом духовные функции. Им принадлежало право обучать детей грамоте, толковать положения Корана, проводить религиозные обряды. Марабуты традиционно были наиболее грамотной частью населения Мавритании.